# Brasão de armas de Gibraltar
O brasão de armas de Gibraltar foi originalmente concedido por Requerimento Real, passado em Toledo a 10 de Julho de 1502 por Isabel I de Castela. As armas ainda são usadas pelo actual Governo de Gibraltar (sob autoridade Britânica) e pelo município de San Roque (sob autoridade Espanhola).

## Descrição heráldica

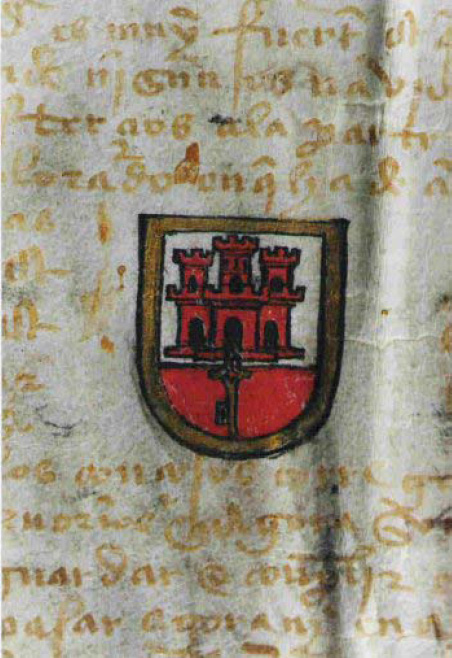
As Armas concedidas à cidade de Gibraltar por Requerimento Real, passado em Toledo em 10 de Julho de 1502 por Isabel I de Castela.

As armas foram descritas no Requerimento Real, como se segue:
"Um escudo no qual dois terços deverão ser um campo branco e no dito campo branco posto um castelo vermelho, e sob o dito castelo, no outro terço do escudo, o qual tem de ser um campo vermelho no qual tem de haver uma linha branca entre o castelo e o dito campo vermelho, deverá haver uma chave de ouro pendurada do dito castelo por uma corrente.
As armas são compostas por um escudo partido em faixa:
- 1ª Divisão: Dois terços Argent, um castelo Gules de três torres, constituído e aberto de Sable.
- 2ª Divisão: Um terço Gules, um chave de Or pendurada do castelo por uma corrente também de Or.

O castelo tem as suas origens na heráldica do Reino de Castela, o maior e mais importante reino medieval Espanhol, do qual Isabel era rainha. A chave representa as posses Espanholas e o estatuto de Gibraltar como a "chave" para Espanha (ou também, a chave para o Mediterrâneo). A ideia de Gibraltar ser a chave para Espanha ou para o Mediterrâneo, despontou muito antes da conquista Espanhola. Crê-se que os seguidores de Tárique, que invadiram Espanha por Gibraltar em 711, adoptaram o símbolo da chave quando assentaram em Granada. O brasão era acompanhado da inscrição "Selo da nobre cidade de Gibraltar, a Chave de Espanha".